# This Guy's in Love with You
"This Guy's in Love with You" uma canção composta por Burt Bacharach e Hal David, e gravada por Herb Alpert. 
Embora conhecido principalmente por ser o trompetista e líder do Tijuana Brass, Alpert cantou a canção em versão solo, com arranjos de Bacharach.